# Розема, Патрисия
Патри́сия Розе́ма (фр. Patricia Rozema; 20 августа 1958, Кингстон, Онтарио, Канада) — канадский кинорежиссёр

, сценаристка, продюсер, монтажёр и актриса

.

## Биография
Патрисия Розема родилась 20 августа 1958 года в Кингстон (провинция Онтарио, Канада) в семье Яна и Джейкобы Берандины Розема (в девичестве Вос). Патрисия выросла в городе Сарния (Онтарио). Телевидение было строго ограничено в её семье и она не ходила в кинотеатр, пока ей не исполнилось 16 лет. Розема изучала философию и английскую литературу в Кальвинском колледже в Мичигане.
Патрисия начала кинокарьеру в 1984 году. В 1998 году Розема получила Прайм-таймовую премию «Эмми» в номинации «Выдающаяся классическая музыкально-танцевальная программа» за серию фильмов «Вдохновленные Бахом». Она была частью свободно связанной группы кинематографистов, появившихся в 1980-х годах из Торонто, известных как Новая волна Торонто.
Патрисия — открытая лесбиянка. У Роземы есть две дочери от отношений с композитором Лесли Барбер — Джейкоба Лесли Барбер-Розема (род. 22.02.1996) и Эви Барбер-Розема (род. 10.02.2004).

## Избранная фильмография
- 1985 — «Контора» / Head Office (помощник стажёра)
- 1986 — «Муха» / The Fly (третий ассистент режиссёра)
- 1987 — «Я слышала пение русалок» / I've Heard the Mermaids Singing (режиссёр, сценаристка, сопродюсер)
- 1995 — «Когда опускается ночь» / When Night Is Falling (режиссёр, сценаристка)
- 1997 — «Голод» / The Hunger (режиссёр, сценаристка)
- 1999 — «Мэнсфилд-парк» / Mansfield Park (режиссёр, сценаристка)
- 2007 — «Скажи мне, что любишь меня» / Tell Me You Love Me; Скажи мне, что любишь меня (режиссёр, сценаристка)
- 2008 — «Кит Киттредж: Загадка американской девочки» / Kit Kittredge: An American Girl (режиссёр)
- 2009 — «Серые сады» / Grey Gardens (сценаристка)
- 2016 — «Моцарт в джунглях» / Mozart in the Jungle (режиссёр)
- 2017 — «Энн» / Anne